# Karen Moe
Karen Moe (n. 22 ianuarie 1953, Filipine) este o înotătoare americană, medaliată olimpică. A participat la 2 ediții ale Jocurilor Olimpice (1972, 1976) în care a câștigat o medalie de aur.